# Natalie Prass (album)
Natalie Prass è l'album di debutto omonimo della cantante statunitense Natalie Prass, pubblicato nel 2015.
L'album si rivela di grande successo da parte della critica, finendo in diverse liste dei migliori dischi dell'anno tra cui quella del The Guardian e di Pitchfork. Sul sito Metacritic totalizza un rating di 86/100 basato su 21 recensioni.
| Recensione    | Giudizio |
| ------------- | -------- |
| AllMusic      | [ 1 ]    |
| The A.V. Club | B+       |
| Pitchfork     | [ 4 ]    |
| The Guardian  | [ 6 ]    |
| Q             | [ 4 ]    |

## Tracce
1. My Baby Don't Understand Me – 5:12
2. Bird of Prey – 5:22
3. Your Fool – 3:16
4. Christy – 3:52
5. Why Don't You Believe in Me – 3:54
6. Violently – 5:46
7. Never Over You – 3:59
8. Reprise – 3:44
9. It Is You – 4:01

## Classifiche
| Classifica (2015)        | Posizione massima |
| ------------------------ | ----------------- |
| Belgio (Fiandre)         | 114               |
| Paesi Bassi              | 96                |
| Regno Unito              | 50                |
| US Heatseekers Albums    | 6                 |
| US Americana/Folk Albums | 11                |
| US Top Rock Albums       | 46                |